# Tai tượng Úc
Tai tượng Úc, còn gọi là thiết hiện thái trong Đông y, tên khoa học Acalypha australis, là một loài thực vật có hoa trong họ Đại kích. Loài này được L. miêu tả khoa học đầu tiên năm 1753.

## Hình ảnh

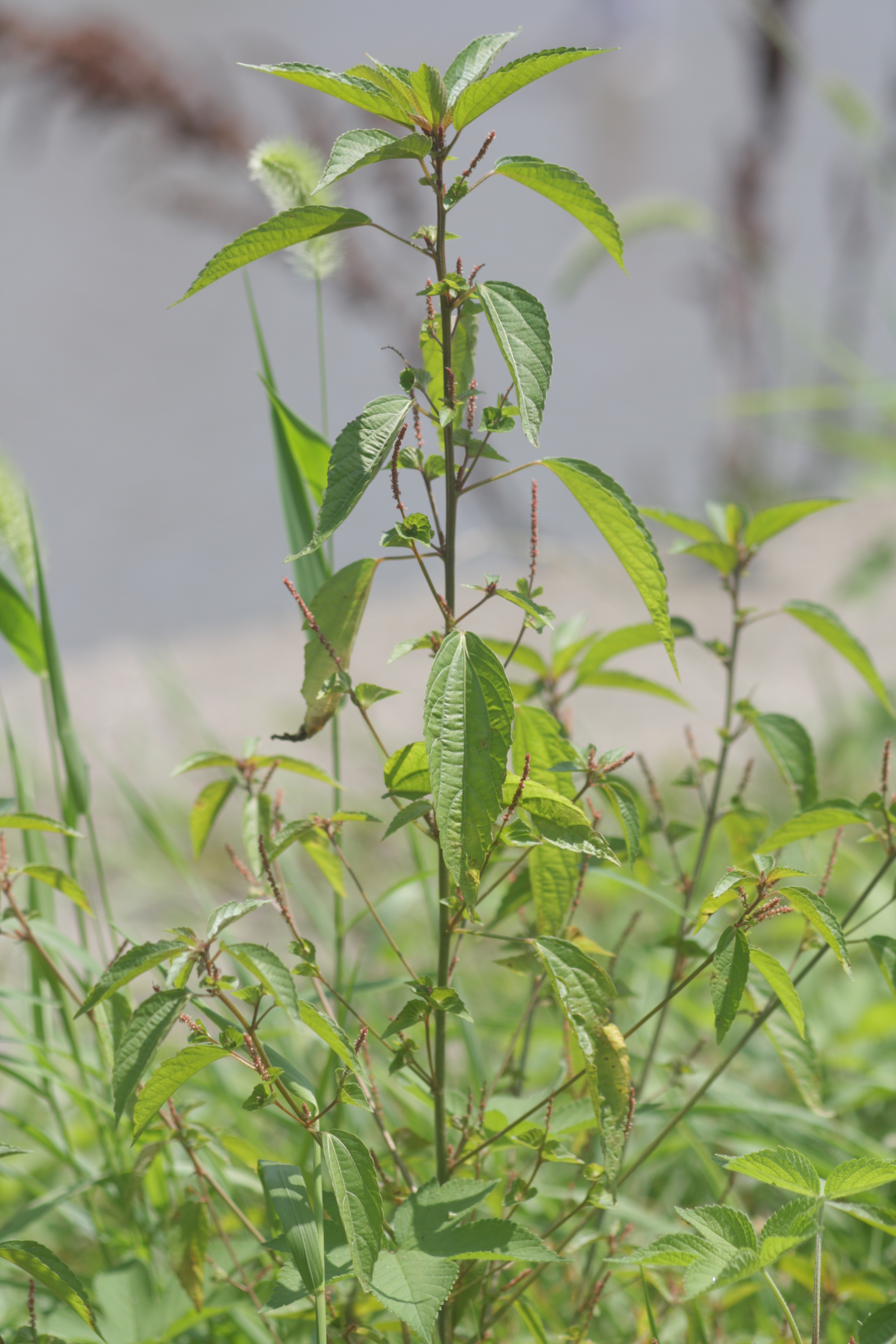
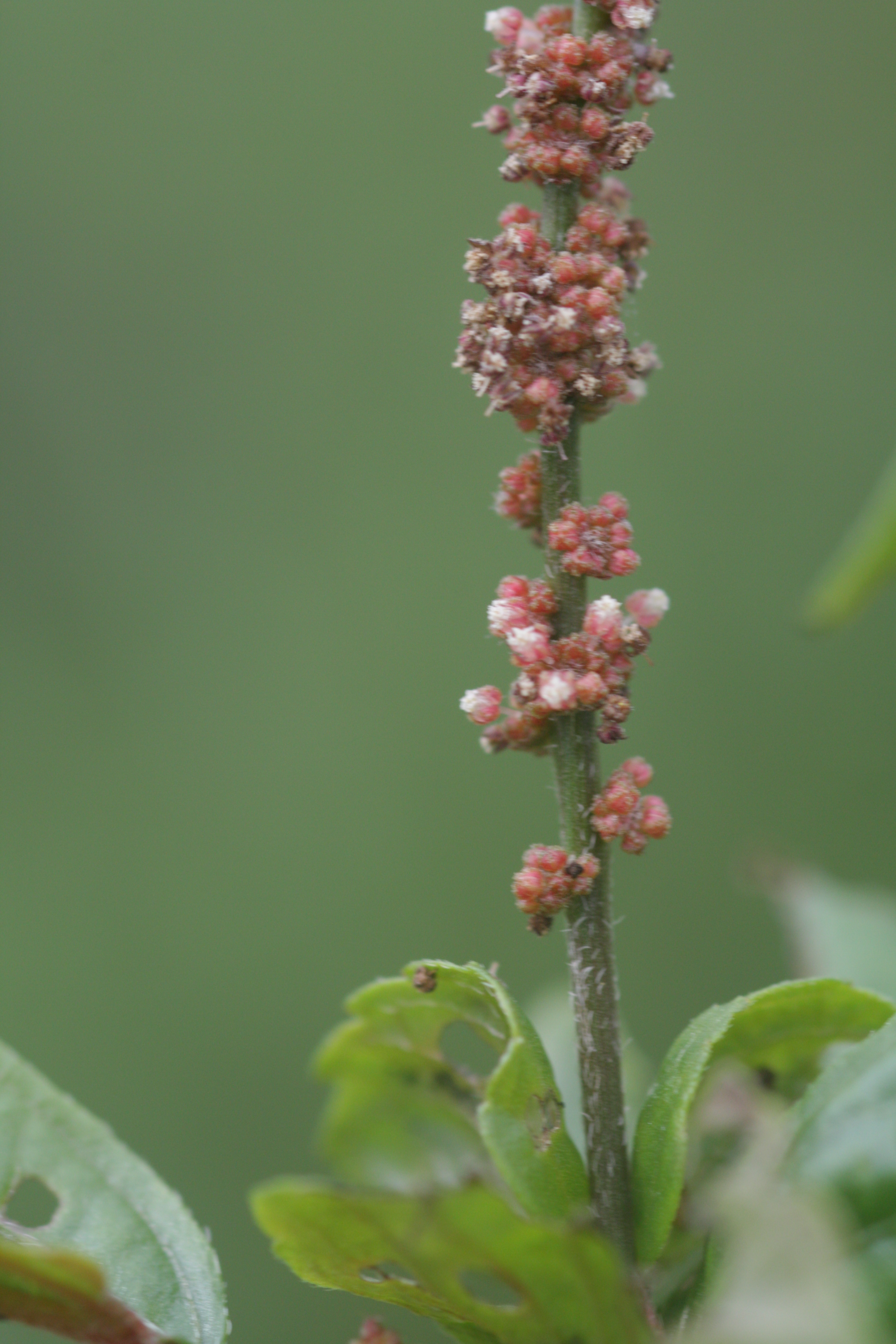
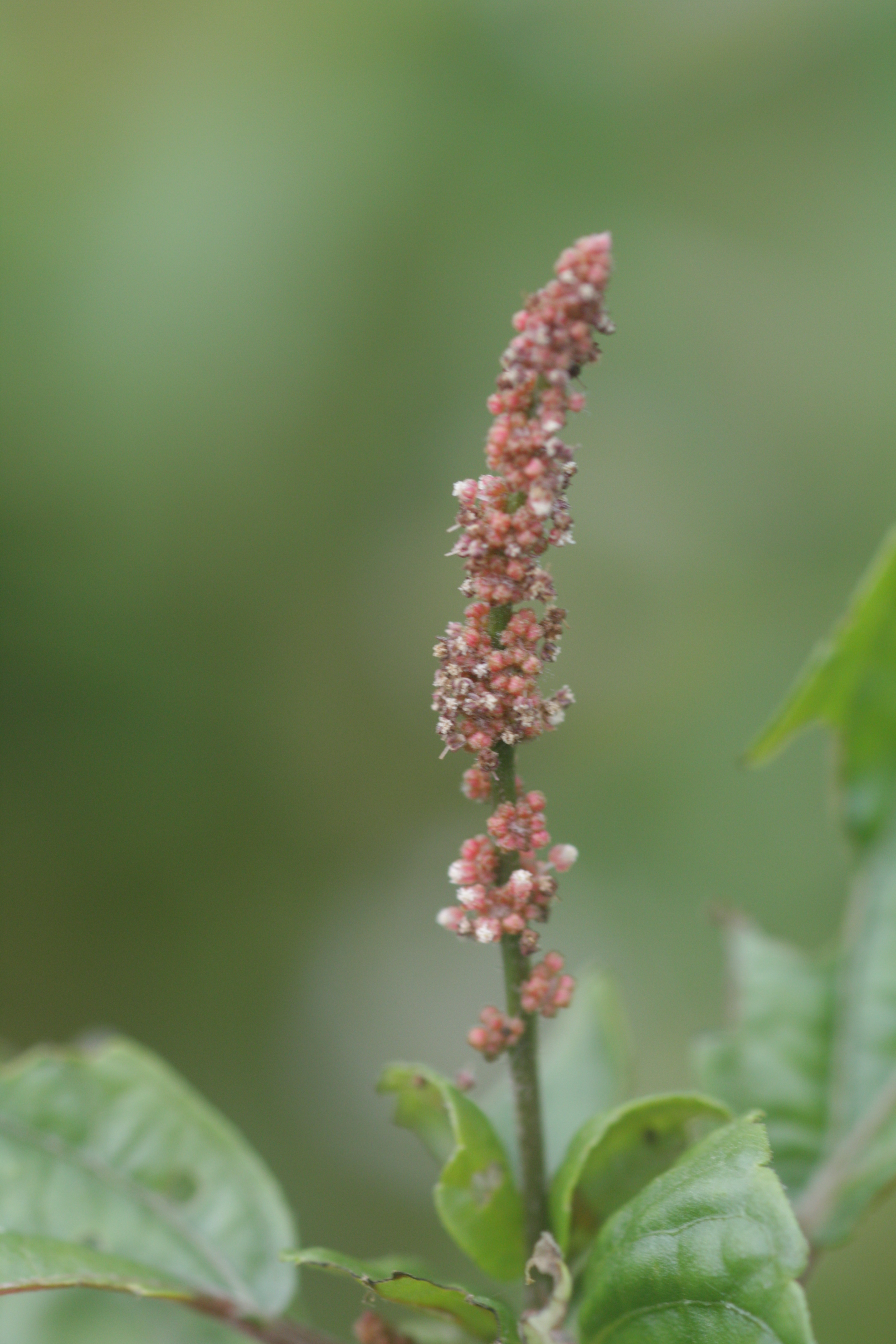
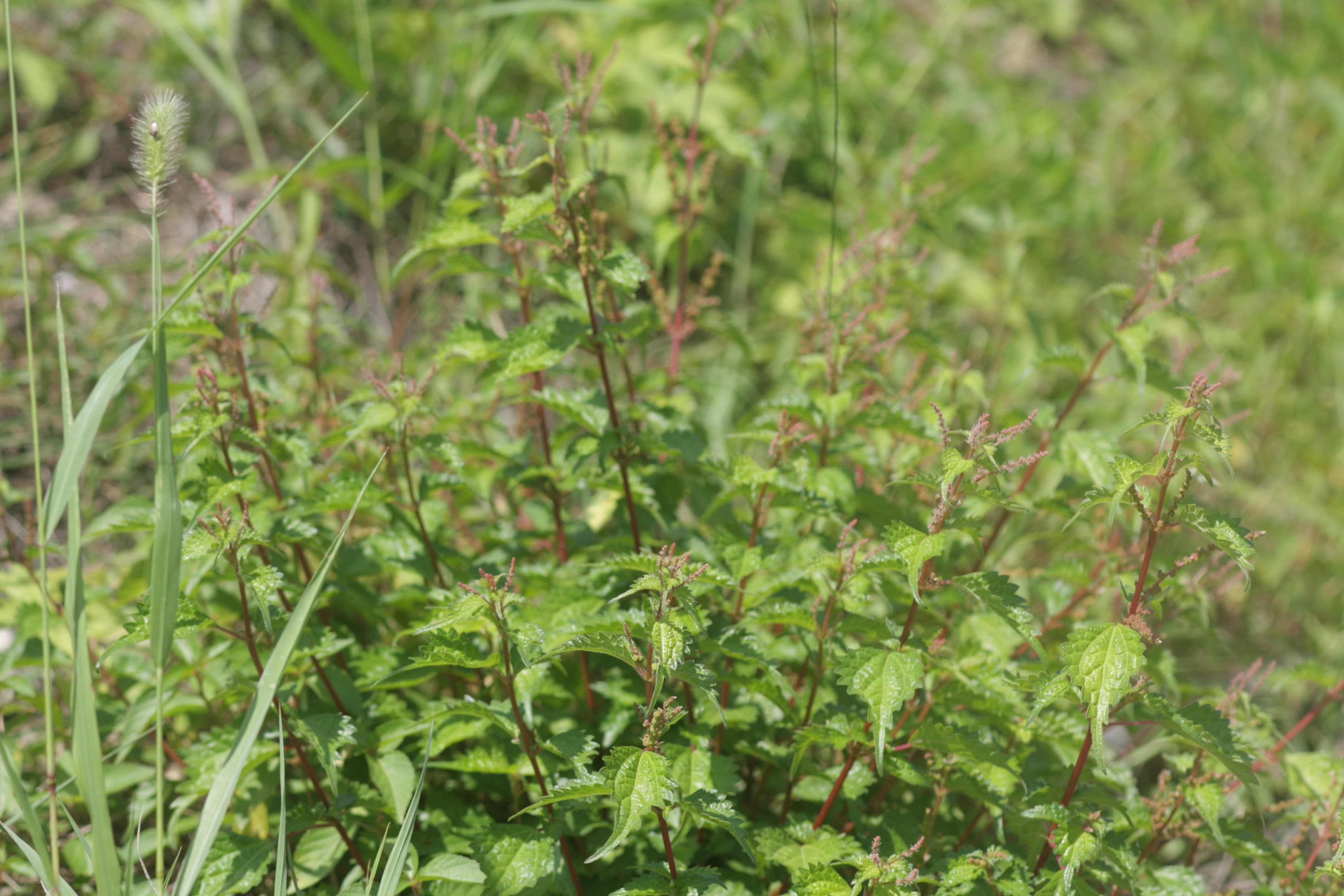